# Lynceus (Argonaut)
Lynceus (Oudgrieks: Λυνκεύς, Lynkeus), was een deelnemer aan de tocht van de argonauten. Hij was een zoon van Aphareus en de broer van Idas. Samen met zijn broer deed hij mee aan de tocht van de argonauten, de Calydonische jacht, en vocht hij tegen hun neven Kastor en Polydeukes. Hij stond bekend om zijn scherpe zicht, waarmee hij door muren en volgens sommigen zelfs tot in het binnenste van de aarde kon kijken. Op de Argo stond hij dan ook op de uitkijk.